# Misurazione
Nelle scienze matematiche, fisiche e naturali la misurazione è l'assegnazione di un intervallo di valori (misura) ad una particolare proprietà fisica o proprietà chimica chiamata misurando, definita attraverso una grandezza fisica o chimica. La misurazione è dunque il processo svolto per assegnare una misura, anche se nel linguaggio comune si è soliti usare il termine misura in luogo di misurazione e presuppone l'esistenza di un sistema di misura. Con il termine misurando non ci si riferisce all'oggetto o al fenomeno su cui si sta eseguendo una misurazione, ma ad una specifica grandezza che caratterizza questi ultimi: ad esempio, quando rileviamo la temperatura di un liquido, il misurando non è il liquido, ma la temperatura del medesimo.

## Definibilità dei misurandi
(Lord Kelvin 1883)
 Per questioni sperimentali e teoriche (ad esempio il principio di indeterminazione di Heisenberg) il misurando non è, in realtà, descrivibile da un solo valore numerico, anche ipotizzando una precisione di misurazione infinita. Ogni misura viene così definita come un intervallo di valori entro cui probabilmente essa è compresa. La larghezza di questo intervallo ne definisce la precisione: più l'intervallo è grande, minore è la precisione associata alla misura.
Lo sviluppo della metrologia ha portato a definizioni in chiave statistica della definizione dei misurandi, e all'introduzione del concetto di incertezza di misura. Quest'ultimo, in prima approssimazione, può definirsi come la larghezza dell'intervallo di valori: più l'intervallo è grande, maggiore è l'incertezza di misura. Nel caso più comune, l'incertezza è definita come distribuzione statistica di un campione (virtualmente) infinito di misure effettuate sul misurando. All'intervallo si associa un valore numerico identificato con la media {\displaystyle \mu } delle misure.
Pertanto, in ambito metrologico, una misura si definisce sempre con tre componenti:
- valore numerico;
- unità di misura della grandezza, o la scala della proprietà;
- incertezza associata alla misura.

Esempi:
- 2 m (± 0,01 m), è una misura che indica la lunghezza di due metri con un'incertezza di 1 centimetro;
- 2 m (± 0,01 %), è una misura che indica la lunghezza di due metri con un'incertezza di 0,2 millimetri;
- 2 m (± 1e-2), è una misura che indica la lunghezza di due metri con un'incertezza di 2 centimetri (un centesimo della misura).

## Qualità della misura
Appurata l'impossibilità di effettuare misure assolutamente precise, è necessario stabilire dei parametri che permettano di definire la qualità della misura.
Ancora oggi, negli ambiti più comuni, la precisione costituisce il parametro che definisce la qualità della misura. Tuttavia, con l'evolversi della metrologia, ci si è resi conto che questo parametro, da solo, era insufficiente a descrivere tutte le caratteristiche di una misura; anzi, esso costituiva spesso una semplificazione eccessiva da cui potessero derivare conclusioni errate.
In ambito metrologico, il termine precisione tende ad essere sostituito da un insieme di parametri metrologici che definiscono meglio le varie caratteristiche della misura (incertezza, ripetibilità, accuratezza, ecc...).

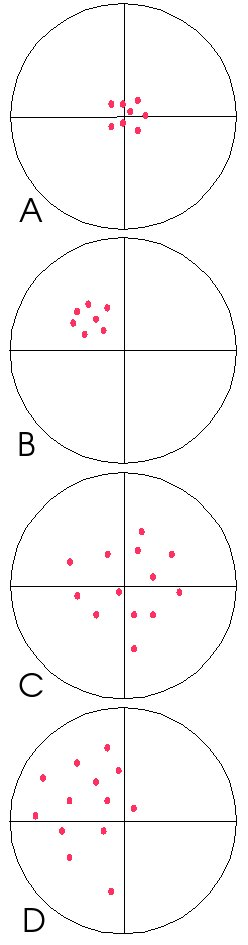

A titolo d'esempio si possono osservare le immagini in allegato. Esse fanno parte di un noto esempio che permette di capire alcune complessità che la definizione di precisione approssima. Nel caso specifico, è un esempio di tiri effettuati su un bersaglio. Quanto precisi sono stati i tiri?
Da una prima osservazione, tutti i tiri sono all'interno del bersaglio; ma si può subito osservare che le rosate differiscono notevolmente:
- la distribuzione dei tiri nelle figure A e C sono più centrate rispetto al centro del bersaglio; quando mediamente il risultato si approssima all'obbiettivo, si può dire che il processo è accurato.
- la distribuzione dei tiri nelle figure A e B sono più raggruppate rispetto alle altre; quando i singoli risultati sono tra loro molto prossimi, si può dire che il processo è ripetibile.

È evidente che i tiri della figura A sono più precisi dei tiri della figura D, in quanto ripetibili ed accurati. Peraltro, in ambito metrologico i tiri della figura B  sono considerati più precisi di quelli della figura C, in quanto, essendo più ripetibili (cioè hanno un'incertezza più bassa) vi potrebbe essere la possibilità di correggerli, fino ad ottenere risultati simili ad A. Quando si ottengono risultati dispersi, le correzioni non danno risultati significativi.
A complicare ulteriormente le cose si aggiunge il problema dell'inconoscibilità del "valore vero" di un misurando: nell'esempio si riporta l'idea "classica" dell'esistenza di un valore del misurando assolutamente preciso e perfettamente caratterizzato (il centro del bersaglio) che l'addetto alla misura cerca (entro i propri limiti pratici) di determinare; gli sviluppi della meccanica quantistica e in particolare di principio di indeterminazione di Heisenberg, suggerisce però una realtà fisica in cui una grandezza (e dunque il valore di un misurando) non potrà mai essere perfettamente definita. La conseguenza è che, riprendendo l'esempio, il "centro" dovrebbe essere sostituito da un'area centrale più o meno ampia a seconda del grado di indeterminazione che possiamo assegnare al "valore vero" del misurando.